# Ignasi Calvet Esteban
Ignasi Calvet Esteban (Barcelona - 17 de gener de 1948) és un dibuixant de còmics català.

## Biografia
De jove era un apassionat lector de tebeos, els herois de la seua infantesa eren personatges com El Capitán Trueno de Víctor Mora i Ambrós, o El guerrero del antifaz de Manuel Gago, si bé les seues lectures preferides eren les tires còmiques de Mortadel·lo i Filemó de Francisco Ibáñez, o Carpanta de Josep Escobar.
La seua carrera artística començaria a l'editorial Bruguera el 1973, on s'estaria dibuixant alhora que treballava en un banc.
Prompte va començar a publicar per al mercat estranger, i un dels seus primers treballs seria per al mercat alemany, com a portadista de la revista Felix, on dibuixaria a Fèlix el gat junt a l'altre personatge estrella de la publicació: Mortadel·lo, aleshores conegut al país teutó com a Flip & Flap.
Als anys 80, i mitjançant els estudis Tello de Josep Tello González, Ignasi Calvet va començar a treballar per a l'editorial Egmont, encarregada dels còmics de Disney a Dinamarca i altres països d'Europa. Ignasi ha dibuixat pàgines de Mickey Mouse, l'Ànec Donald, i forma junt amb el guionista finès Kari Korhonen el tàndem més famós de creadors d'historietes de la versió infantil de Donald, Paperino Paperotto.